# Terminal da Lapa
O Terminal da Lapa, Estação da Lapa, ou oficialmente Estação de Transbordo Clériston Andrade, é o maior terminal rodoviário localizado na cidade de Salvador, Bahia. Seus nomes devem-se à proximidade com o Convento da Lapa na Avenida Joana Angélica e a Clériston Andrade falecido em campanha ao governo estadual pouco mais de um mês antes da inauguração da estação, em 7 de novembro de 1982. Com atendimento de cerca de Mais de 500 mil passageiros por dia, funciona 24 horas por dia, recebendo mais de 80 linhas urbanas e 21 metropolitanas. São 325 ônibus por hora com uma frota de 511 coletivos por dia.
O estado de conservação era precário e estava em declínio desde o último relatório emitido pelo Conselho Regional de Engenharia, Arquitetura e Agronomia da Bahia (CREA-BA) em 2006. Em 2014 foram noticiados latrocínios e até tentativas de assassinato, além de depoimentos da população do entorno que relatam descaso e abandono das autoridades públicas. Apesar da reforma promovida pela concessão, problemas de infraestrutura persistem, especialmente na drenagem, ocasionando infiltrações, buracos e, por duas vezes (em abril e setembro de 2016), alagamentos.
A estação ainda seria um dos terminais do Eixo Lapa–Iguatemi do Projeto Corredores de Transporte Público Integrado, projeto da Prefeitura que estabeleceria um sistema de trânsito rápido de ônibus (BRT, na sigla em inglês). No entanto, o projeto previa financiamento parcial do governo federal e, devido aos cortes de gastos em 2015, o próprio prefeito Antônio Carlos Magalhães Neto anunciou que o BRT, promessa sua de campanha eleitoral, não deve mais sair do papel.

## Características

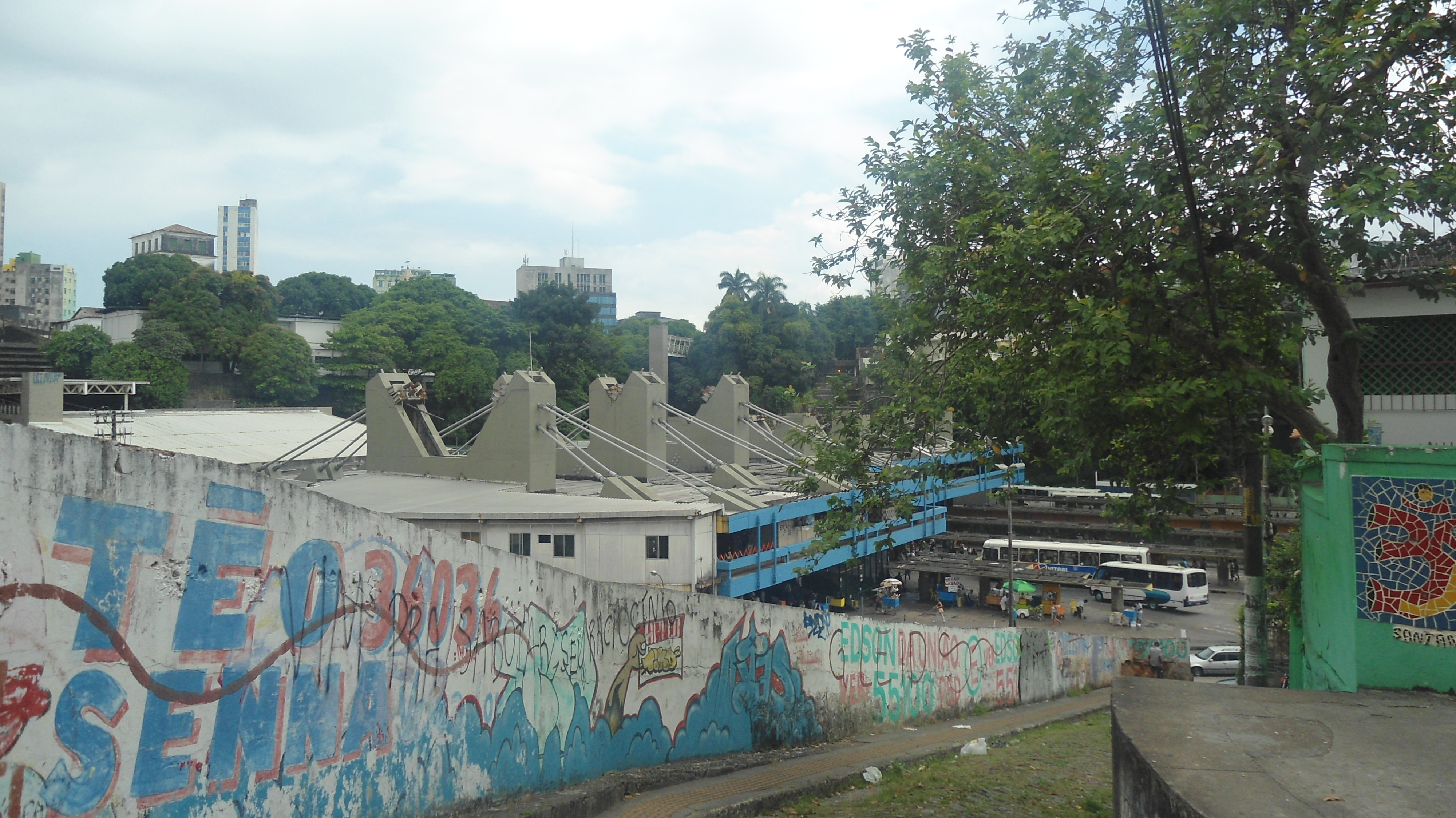
Área coberta da estação vista do alto.

A estação da Lapa tem área total de 150 mil metros quadrados, dos quais são 30 mil metros quadrados construídos e 120 mil metros quadrados urbanizados. Possui nove escadas rolantes com capacidade para 10 mil usuários por dia, dentre as quais está a maior do Brasil, com doze metros de desnível; dois sanitários públicos; uma subestação de energia elétrica de 13,8 quilowatts, com saída de 220/330 volts trifásico; sistema de ventilação e exaustão; 46 telefones públicos e 24 vagas de estacionamento. Conta com dois andares de plataformas com dez pontos para embarque/desembarque de passageiros dos ônibus.
A estrutura abriga também um pequeno centro comercial com dezoito lojas, dezesseis boxes, quatro pipoqueiras, três caixas eletrônicos de bancos 24 horas e postos de apoio com duas salas de administração, uma de fiscalização, um posto da Polícia Militar, outro da Guarda Municipal, do CIAC e um de venda e recarga do Salvador Card, do Sindicato das Empresas de Transporte de Passageiros de Salvador (SETPS).
O terminal rodoviário ainda possui integração com uma estação do metrô.

## Concessão
A Lapa não entrou no acordo sobre a transferência do metrô ao governo estadual para ser objeto de outra licitação para sua concessão. O objetivo da Prefeitura, na licitação específica para a estação, é de dotá-la de novo desenho que corresponda a um moderno equipamento público com climatização, internet sem fio, acessibilidade, escadas rolantes e centro comercial integrado. A licitação realizada no segundo semestre de 2014 teve do consórcio Nova Lapa a única proposta apresentada e foi o vencedor. Composto pelas empresas Axxo, Participa e Socicam, o consórcio ganhou a concessão por 35 anos do equipamento, sendo o primeiro ano para realizar as reformas orçadas em cerca de 14 milhões de reais. Assumindo a administração da estação no dia 12 de janeiro de 2015, o consórcio constituiu a sociedade de propósito específico Nova Lapa Empreendimentos S.A.